# Nola funasta
Nola funasta är en fjärilsart som beskrevs av Inoue 1991. Nola funasta ingår i släktet Nola och familjen trågspinnare. Inga underarter finns listade i Catalogue of Life.